# Isaac Jacob Schoenberg
Isaac Jacob Schoenberg (21 de abril de 1903 - 21 de febrero de 1990) fue un matemático estadounidense de origen rumano, reconocido por haber ideado en la década de 1940 los splines, una familia de curvas definidas por puntos o condiciones de paso, cuyo uso se ha generalizado posteriormente con la difusión de las aplicaciones gráficas informáticas.

## Semblanza
Schoenberg nació en Galați. Estudió en la Universidad de Iaşi, graduándose en 1922. De 1922 a 1925 estudió en las Universidades de Humboldt de Berlín y de Gotinga, trabajando en un tema de teoría analítica de números sugerido por Issai Schur. Presentó su tesis en la Universidad de Iași, obteniendo su doctorado en 1926. En Gotinga conoció a Edmund Landau, quien le organizó una visita a la Universidad Hebrea de Jerusalén en 1928. Durante esta visita, Schoenberg comenzó su influyente trabajo en matrices totalmente positivas y en variación de transformaciones lineales decrecientes. En 1930 regresó de Jerusalén, y se casó en Berlín con la hija de Landau, Charlotte.
En 1930 fue adscrito a la Fundación Rockefeller, lo que le permitió viajar a los Estados Unidos, visitando la Universidad de Chicago, Harvard, y el Instituto de Estudios Avanzados en Princeton, New Jersey. A partir de 1935 se dedicó a la docencia en las universidades de Swarthmore y de Colby. En 1941 se unió a la Universidad de Pensilvania. Durante el período 1943-1945, durante la Segunda Guerra Mundial, tomó la excedencia de la universidad para colaborar con el esfuerzo bélico como matemático en el Aberdeen Proving Ground. Fue en esta época cuando inició su trabajo más famoso, la teoría de splines.
En 1966 pasó a la Universidad de Wisconsin-Madison, incorporándose más adelante a su Centro de Investigación Matemática, donde permaneció hasta su jubilación en 1973. En 1974 recibió el Premio Lester R. Ford.

## Publicaciones
- Schoenberg, I. J. (1973), Cardinal Spline Interpolation, Society for Industrial and Applied Mathematics.[2]
- Schoenberg, I. J. (1982), Mathematical time exposures, Mathematical Association of America, ISBN 0-88385-438-4, 82-062766.
- Schoenberg, I. J. (1988), Selected Papers, Vol.1 and 2 (Ed. C. de Boor), Birkhäuser.[3]

## Artículos
- Escribió alrededor de 175 artículos sobre temas dispares, unos 50 dedicados a los splines. También escribió acerca de la teoría de Aproximación, el problema de Kakeya, las funciones de frecuencia de Polya, y un problema de Edmund Landau. Fue coautor con John von Neumann, Hans Rademacher, Theodore Motzkin, George Pólya, A. S. Besicovitch, Gabor Szego, Donald J. Newman, Richard Askey, Bernard Epstein, y Carl de Boor.